# 安吉耶鎮區 (阿肯色州聖弗朗西斯縣)
安吉耶鎮區（英語：L'Anguille Township）是位於美國阿肯色州聖弗朗西斯縣的一個行政鎮區。

## 地方資料
安吉耶鎮區的面積為204.72平方千米，當中陸地面積為203.17平方千米，而水域面積為1.55平方千米。根據2010年美國人口普查的數據，當地共有人口652人，而人口密度為每平方千米3.18人。